# Імст
Імст (нім. Imst) — окружний центр в Австрії, у федеральній землі Тіроль.
Входить до складу округу Імст. Населення становить 9222 людини (станом на 31 грудня 2005 року). Займає площу 113,4 км².

## Клімат
Місто перебуває у зоні так званої «гірської тундри», котра характеризується кліматом арктичних пустель. Найтепліший місяць — липень із середньою температурою 16.6 °C (61.9 °F). Найхолодніший місяць — січень, із середньою температурою -2.8 °С (27 °F).
| Клімат Імста            | Клімат Імста | Клімат Імста | Клімат Імста | Клімат Імста | Клімат Імста | Клімат Імста | Клімат Імста | Клімат Імста | Клімат Імста | Клімат Імста | Клімат Імста | Клімат Імста | Клімат Імста |
| Показник                | Січ.         | Лют.         | Бер.         | Квіт.        | Трав.        | Черв.        | Лип.         | Серп.        | Вер.         | Жовт.        | Лист.        | Груд.        | Рік          |
| Абсолютний максимум, °C | 17           | 17           | 22           | 25           | 33           | 34,1         | 34,6         | 33,7         | 30,2         | 25,3         | 21           | 17           | 34,6         |
| Середній максимум, °C   | 1,9          | 4,8          | 10           | 13,4         | 18,9         | 21,3         | 23,6         | 23,3         | 19,4         | 14,4         | 6,5          | 2,2          | 13,3         |
| Середня температура, °C | −2,8         | −1,1         | 3,1          | 6,6          | 11,9         | 14,6         | 16,6         | 16,1         | 12,3         | 7,5          | 1,4          | −2           | 7            |
| Середній мінімум, °C    | −6,1         | −5           | −1,5         | 1,4          | 6            | 9,1          | 11,1         | 10,9         | 7,6          | 3,2          | −2           | −5,1         | 2,5          |
| Абсолютний мінімум, °C  | −22          | −18,2        | −19,8        | −7,1         | −5,4         | 0,6          | 3,5          | 2            | −3,3         | −7,5         | −19,6        | −21,4        | −22          |
| Норма опадів, мм        | 45.4         | 43.4         | 46.3         | 37.6         | 63.2         | 93.3         | 116.6        | 116.9        | 69           | 47.6         | 55.6         | 54           | 788.9        |
| Днів з опадами          | 3,3          | 6,7          | 4,1          | 3,2          | 8,5          | 3,7          | 5,4          | 6,7          | 5            | 3,6          | 4,5          | 3,8          | 58,5         |
| ----------------------- | ------------ | ------------ | ------------ | ------------ | ------------ | ------------ | ------------ | ------------ | ------------ | ------------ | ------------ | ------------ | ------------ |
| Джерело: Weatherbase    |              |              |              |              |              |              |              |              |              |              |              |              |              |

## Карнавал Шеменлауфен
У 2012 році карнавал Шеменлауфен (хода костюмованих танцюристів у масках) у місті Імст, Австрія був віднесений до списку ЮНЕСКО нематеріальної культурної спадщини людства.
Кожні чотири роки місто Імст в Австрії відзначає карнавал у неділю перед християнським постом. Центральне свято — це Шеменлауфен, хода костюмованих танцюристів у масках. Танцюють 55 пар чоловіків із дзвіночками, поєднуючи високі та низькі тони. Інші персонажі в масках повільно імітують свій танець, деякі бризкають на глядачів водою. Карнавал об'єднує все населення Імсту у спільній меті: організувати свято відповідно до давніх традицій. Мешканці Імста, особливо жінки, навчаються техніці виготовлення костюмів Шеменлауфен, тоді як місцеві ковалі кують дзвіночки. Вирізаються дерев'яні маски, а знання традиційної майстерності зазвичай передаються в сім'ї або навчаються на спеціальних курсах.

## Відомі люди
- Альфонс Горбах — політик.